# Wilhelm Unverzagt
Wilhelm Unverzagt (* 21. Mai 1892 in Wiesbaden; † 17. März 1971 in Berlin-Charlottenburg) war ein deutscher Prähistorischer Archäologe.

## Ausbildung und Erster Weltkrieg
Der aus Rheinhessen stammende Unverzagt studierte zwischen 1911 und 1914 Klassische Philologie, Archäologie und Geographie an den Universitäten Bonn, München und Berlin. Als Student wurde er Mitglied der christlichen Studentenverbindungen Bonner Wingolf und Münchener Wingolf. 1914 bis 1916 wurde er als Soldat im Ersten Weltkrieg in Flandern, Łódź (Polen) und in den Karpaten (Winterfeldzug) eingesetzt, wo er schwer verwundet wurde. Danach arbeitete er kurze Zeit als wissenschaftliche Hilfskraft im Museum für Nassauische Altertümer in Wiesbaden und von Dezember 1916 bis zum Sommer 1917 in der Römisch-Germanischen Kommission des Deutschen Archäologischen Instituts in Frankfurt am Main. Danach wurde er vom Militär in Brüssel als Hilfsreferent im Stab des Verwaltungschefs für Flandern eingesetzt, wo er römische und spätantike Denkmäler in Belgien und Nordfrankreich aufnahm. Nach dem Ende dieser Dienstzeit am 12. November 1918 arbeitete er wieder im Wiesbadener Museum. Von 1919 bis Herbst 1924 war er im diplomatischen Dienst tätig. Aufgrund seiner Bemühungen um die Rettung belgischen und nordfranzösischen Kunstbesitzes wurde er zunächst in die deutsche Waffenstillstandskommission in Spa berufen, wurde dann ab dem 1. Januar 1920 Referent und war dann zuletzt im Reichskommissariat für Reparationslieferungen in Berlin tätig. In Spa lernte er den französischen Prähistoriker Raymond Lantier kennen und in Berlin knüpfte er Kontakte zu Carl Schuchhardt, dem damaligen Direktor des Berliner Völkerkundemuseums, dessen prähistorische Abteilung das größte Fundmagazin Deutschlands enthielt. 1924 wurde er korrespondierendes Mitglied des Deutschen Archäologischen Instituts (DAI).
Nach diesen langjährigen kriegsbedingten Unterbrechungen nahm Unverzagt sein Studium wieder auf und promovierte am 3. März 1925 an der Universität Tübingen bei dem Klassischen Archäologen Carl Watzinger. Während seiner Studienzeit sammelte er auch Grabungserfahrungen: 1911 im spätrömischen Kastell Alzey und am Limes bei Sayn, während seiner Münchner Zeit in Cambodunum (Kempten (Allgäu)) unter der Leitung von Paul Reinecke und schließlich während seines Einsatzes in Belgien 1918 zusammen mit Gerhard Bersu im spätrömischen Kastell von Famars bei Valenciennes.

## Arbeit als Prähistoriker bis zum Ende des Zweiten Weltkriegs
1925 wurde er wissenschaftlicher Mitarbeiter, 1926 Direktor am Museum für Vor- und Frühgeschichte in Berlin, dem damals größten deutschen Museum für prähistorische Archäologie. Er trat am 1. Oktober 1926 als Direktor an, ein junger, damals weitgehend unbekannter Archäologe. Nachdem 1925 Carl Schuchhardt und 1926 Gustaf Kossinna in den Ruhestand versetzt wurden, kam die Zeit für Unverzagt. Zunächst wurde er 1927 ordentliches Mitglied des Deutschen Archäologischen Instituts, 1929 der Römisch-Germanischen Kommission. Ab 1928 erhielt er einen Lehrauftrag an der Berliner Universität, 1932 wurde er dort Honorarprofessor. Unverzagt trat 1937 mit dem Ende des Aufnahmestops der NSDAP bei (Mitgliedsnummer 3.917.672). Die Wahl zum ordentlichen Mitglied der Preußischen Akademie der Wissenschaften erfolgte 1939, sie wurde jedoch nicht durch das Amt Rosenberg bestätigt. Er nahm auch an Lehrgängen der SS und des Reichsarbeitsdienstes teil.
Wilhelm Unverzagt führte in Deutschland zahlreiche Ausgrabungen an Burgwällen durch, wie zum Beispiel in Lossow bei Frankfurt (Oder) von 1926 bis 1926, an den Reitweiner Wallbergen bei Reitwein im Oderbruch 1930, in Mazedonien von 1931 bis 1932, in Zantoch an der Warthe von 1932 bis 1934, in Kliestow bei Frankfurt (Oder) 1936 bis 1938 und schließlich in Lebus von 1939 bis 1944. 1942 bis 1944 war Unverzagt Vorsitzender und 1951 bis 1954 stellvertretender Vorsitzender der Berliner Gesellschaft für Anthropologie, Ethnologie und Urgeschichte. Erst vergleichsweise spät, 1942, wurde er Mitglied des Reichsbundes für Deutsche Vorgeschichte.
Vom 13. Februar 1945 bis zum Ende des Zweiten Weltkrieges hielt sich Unverzagt im Berliner Hochbunker am Zoo in den Räumen 10 und 11 auf. In das riesige überfüllte Gebäude brachte er auch einige archäologische Ausstellungsstücke, welche er so vor Zerstörung oder Diebstahl bewahrte. Die bekanntesten Stücke waren die in mehreren Kisten verpackten Schmuckstücke des trojanischen „Schatzes des Priamos“ sowie das „Gold der Merowinger“. Diese übergab Unverzagt nach der Eroberung des Bunkers durch die Rote Armee der sowjetischen Kommandantur und bewahrte den Goldschatz somit vor Plünderung und Teilung. Der Stadtkommandant sagte zu, für die Sicherheit der Kunstschätze zu garantieren. Die Schätze wurden von der sowjetischen Armee abtransportiert, heute befinden sie sich im Puschkin-Museum in Moskau.

## Arbeit in der DDR
Nach dem Zweiten Weltkrieg gründete Unverzagt das Institut für Vor- und Frühgeschichte in der Deutschen Akademie der Wissenschaften, wo er seit 1947 wissenschaftlicher Mitarbeiter und bis 1953 Vorsitzender der Kommission für Vor- und Frühgeschichte war. Nach der Umwandlung der Kommission in das Institut für Vor- und Frühgeschichte stand er dem Institut bis 1964 vor. Seit 1949 war er auch ordentliches Mitglied der Deutschen Akademie der Wissenschaften. Dort engagierte er sich vor allem in der Erforschung slawischer Burgwälle, was jedoch auf ältere Interessen zurückgeht, die nichts mit einer ideologischen Ausrichtung innerhalb der DDR zu tun hatten. Bereits 1927 war er an der Gründung der „Arbeitsgemeinschaft zur Erforschung der vor- und frühgeschichtlichen Wall- und Wehranlagen Mittel- und Ostdeutschlands“ maßgeblich beteiligt. Während der Zeit der Teilung Deutschlands in Bundesrepublik und DDR gehörte er zu den herausragenden Wissenschaftlern, die innerhalb ihres Faches intensiv daran arbeiteten, den Kontakt zwischen Ost und West aufrechtzuerhalten.
Unverzagt war seit 1927 Herausgeber der Prähistorischen Zeitschrift, seit 1953 der Schriften der Sektion für Vor- und Frühgeschichte, seit 1956 der Zeitschrift Ausgrabungen und Funde sowie seit 1957 der Schriftenreihe Werte der deutschen Heimat. 1959 erhielt Unverzagt den Nationalpreis der DDR, II. Klasse.
Sein wissenschaftlicher Nachlass institutioneller Provenienz befand sich zunächst bei der Akademie der Wissenschaften der DDR. Von dort wurde er ab 1990 anteilig auf verschiedene Institutionen übertragen, darunter die Berlin-Brandenburgische Akademie der Wissenschaften, das Brandenburgische Landesamt für Denkmalpflege und Archäologisches Landesmuseum, die Humboldt-Universität zu Berlin und das Museum für Vor- und Frühgeschichte (Berlin). Im Jahr 2004 erwarb das Museum für Vor- und Frühgeschichte aus Privatbesitz auch diejenigen wissenschaftlichen Dokumente und Materialien, die sich nach Unverzagts Tod in dessen Wohnung in Berlin-Charlottenburg befunden hatten und fasste sie zu einem wissenschaftlichen Teilnachlass zusammen.

## Schriften (Auswahl)
- mit Eduard Anthes: Das Kastell Alzei. In: Bonner Jahrbücher. Band 122 (1912), S. 137–169 (Digitalisat).
- Die Keramik des Kastells Alzei (= Materialien zur römisch-germanischen Keramik. Band 2). Baer, Frankfurt am Main 1916 (Digitalisat).
- Terra sigillata mit Rädchenverzierung (= Materialien zur römisch-germanischen Keramik. Band 3). Baer, Baer, Frankfurt am Main 1919 (Digitalisat).
- (hrsg. mit Albert Brackmann) Zantoch. Eine Burg im deutschen Osten (= Deutschland und der Osten. Band 1). Hirzel, Leipzig 1936.
- (mit Ewald Schuldt) Teterow. Ein slawischer Burgwall in Mecklenburg (= Schriften der Sektion für Vor- und Frühgeschichte. Band 13). Akademie-Verlag, Berlin 1963.